# Doleschallia hexophthalmos
Doleschallia hexophthalmos är en fjärilsart som beskrevs av Gmelin 1788-1791. Doleschallia hexophthalmos ingår i släktet Doleschallia och familjen praktfjärilar. Inga underarter finns listade i Catalogue of Life.